# Коновалов, Сергей Александрович (учёный)
Серге́й Алекса́ндрович Конова́лов (31 октября 1899, Москва — 12 февраля 1982, Оксфорд) — русский историк, литературовед, экономист, профессор Бирмингемского и Оксфордского университетов, первый глава русского отдела в Оксфорде (1945—1967), основатель и редактор журналов «Memorandum of Bureau of research on Russian economic conditions» (1931—1940) и «Oxford Slavonic Papers» (1950—1967), сын А. И. Коновалова.

## Молодые годы
Сергей Коновалов родился 31 октября 1899 года в Москве, но крещён он был в Бонячках (ныне г. Вичуга). Его отцом был Александр Иванович Коновалов (1875—1949) — выдающийся предприниматель, благотворитель, видный политик и общественный деятель. Мать — Надежда Александровна Второва (1879—1959), родная сестра Николая Второва (1866—1918), крупнейшего предпринимателя России, «русского Моргана».
До революции Сергей Коновалов закончил Катковский лицей в Москве — привилегированное учебное заведение с классическим образованием. В отличие от обычных гимназий в лицее были более обширные программы по древним языкам. Это обстоятельство, видимо, сыграло свою роль в будущем увлечении Коновалова русской историей 17-го века.
В 1918 году Коновалов эмигрировал с родителями во Францию (Париж). В 1919 уехал в Англию, стал учиться в Оксфорде, в Exeter College, который закончил в 1922 году с дипломом по экономике и политологии. В 1925 году продолжил образование в Оксфордском университете. В 1927 году защитил степень бакалавра литературы (B. Litt.).

Мы были с ним однокашниками по Оксфордскому университету, где он сначала занимался политической экономией, а потом перешел на русскую литературу. Вместе со мной Коновалов был одним из основателей англо -русского клуба в Оксфордском университете в 1920-х годах. Помню его прекрасный доклад там о выступлениях Маяковского в Москве в начале революции— из воспоминаний Глеба Струве, литературоведа

## Бирмингемский период
С 1929 по 1945 гг. Сергей Коновалов был профессором русского языка и литературы и руководителем русского отдела (Russian departament) Бирмингемского университета. Кроме того, он возглавлял в университете Славянское общество (Birmingham Slavonic Society).
В 1931 году он организует Бирмингемское бюро исследований экономического положения России (Birmingham bureau of research on Russian economic conditions), которое просуществовало до 1940 г. Под редакцией Коновалова стали выходить ежемесячные записки Бюро (меморандумы), на страницах которых публиковались русские и европейские исследователи (А. М. Байков, С.H. Прокопович, Е. Д. Кускова, С. П. Тюрин, Ланселот Лоутон).
Одновременно с работой в Бирмингеме, преподавал (с 1930 г.) славяноведение (Slavonic Studies) и в Оксфорде. Кроме того, в 1931-32 и 1940-41 учебных годах он преподавал также в Славянской школе (School of Slavonic Studies) Лондонского университета (в качестве почетного лектора — honorary lectorer).

«Лекция могла состояться лишь благодаря заботливости и энергии нашего русского человека и москвича, молодого профессора С. А. Коновалова, раньше в Оксфорде учившегося и преподававшего, а теперь переведенного в Бирмингем»— так писал П. Муратов, знаток древнерусских икон, приглашённый в 1933 году прочитать лекцию об иконах в Оксфорде

«Преподавание русской литературы интересовало Сергея Александровича гораздо больше, чем внедрение нам знаний об этапах развития нашего родного языка. Вообще, когда какой-либо предмет не занимал его, С. А. был тяжеловат на подъём и в нём порой проскальзывало даже что-то обломовское. Зато, когда он читал лекции или просто беседовал с нами на излюбленную тему о русских писателях и особенно о поэтах 19-го и 20- го веков, он становился неузнаваем, оживлялся, делался красноречив, вдохновлён, и мы слушали его с величайшим вниманием, как зачарованные.»— из воспоминаний Елизаветы Кандыбы-Фокскрофт
Коновалов является одним из авторов статьи про СССР в ежегоднике английской энциклопедии Britannica, изданном в 1941 году.

## В Оксфорде
С Оксфордом связана почти вся жизнь Сергея Коновалова, более 60 лет, начиная с 1919 года.
В 1945 г. в Оксфордском университете, на факультете средневековых и современных языков и литературы, был основан русский отдел, приписанный к Новому колледжу (New College), одному из старейших и крупнейших в Оксфорде. Главой отдела был избран профессор Коновалов. Как он отмечал, росту интереса к русской истории и культуре способствовали «крупные победы русского оружия в последней войне, растущая международная роль СССР и перспективы развития экономических и культурных отношений между Великобританией и Советским Союзом».
Коновалов возглавлял русский отдел около 22 лет. Будучи прекрасным администратором, Коновалов сумел серьёзно расширить своё отделение: увеличил число публикаций, организовал библиотеки, учредил большое количество новых должностей, на которые приглашал выдающихся ученых, таких как Дмитрий Оболенский (1948) и Борис Унбегаун (1953). При Коновалове число оксфордских студентов, изучавших русский язык, значительно возросло: с единиц (1945 — 2, 1946 — 1) до десятков (1950 — 20, 1961 — 46).
В 1950 году Сергей Коновалов основал ежегодный научный журнал «Oxford Slavonic Papers», который стал самым значительным английским славистическим журналом. Сергей Коновалов был редактором журнала до 1967 года. Всего под редакцией Коновалова вышло 13 выпусков (последние три совместно с Джоном Симмонсом). В журнале публиковались Исайя Берлин, Борис Унбегаун, сэр Морис Боура, Макс Фасмер, Николай Бахтин, Роман Якобсон, а также советские исследователи: академики Михаил Алексеев и Виктор Жирмунский, профессора Дмитрий Лихачёв, Николай Гудзий, Павел Берков. Сам Коновалов опубликовал в журнале 14 своих статей.

«Его статьи были, главным образом, на исторические темы. Особенно занимал С. А. вопрос об отношениях России и Англии в начале и середине 17-го века. Среди работ его о 17-м веке были статьи о нескольких русских посольствах, отправленных в Англию, письма царя Михаила Федоровича английскому королю Карлу Первому и генералу Патрику Гордону, казнь Стеньки Разина (описанная иностранным очевидцем) и в одной из последних статей переписка (7 писем) царя Александра Второго с его будущей морганатической супругой княжной Екатериной Долгорукой…»— из воспоминаний Елизаветы Кандыбы-Фокскрофт
В 1958 году в Москве должен был состояться IV Международный съезд славистов, первый в послевоенное время. В 1957 году в Великобритании был создан Национальный комитет британских славистов, который занимался подготовкой к съезду. Возглавил комитет профессор Коновалов. Осенью 1958 г. он впервые после революции (спустя сорок лет) приехал на родину, в Москву. На съезде Коновалов был избран в члены Международного комитета славистов и пребывал им до 1968 года, когда ушёл на пенсию.
Летом 1965 года Коновалов совершил новую поездку в Москву, во время которого он побывал в гостях у Корнея Чуковского в Переделкино, рассказав о пребывании Ахматовой в Англии в связи с присвоением ей почётного доктора Оксфорда.
В 1968 году профессор Сергей Коновалов ушёл на заслуженный отдых. «Я теперь в отставке и от академических дел я почти что отошёл», — пишет он в 1970 г. в письме к В. Пашуто, собиравшему материалы для книги, посвящённой русским историкам-эмигрантам (вышла в свет в 1992 году).
В Оксфорде профессор Коновалов числился членом (fellow) Нью-Колледжа (New College), одного из старейших и крупнейших колледжей в составе Оксфордского университета. После ухода на пенсию, он стал его заслуженным (почётным) членом (Emeritus fellow).
Умер Коновалов 12 февраля 1982 г. в Оксфорде. В газете «Таймс» 16 февраля 1982 г. был опубликован некролог. 13 марта отдельной брошюрой (adress) вышел некролог в Оксфорде, а в мае 1982 г. в Нью-Йорке вышел 149-й номер «Нового журнала» со статьей Елизаветы Кандыбы-Фокскрофт «Памяти ушедших. Профессор С. А. Коновалов (1899—1972)».

## Присвоение Почётных докторов Оксфорда
Возглавив русский отдел в Оксфорде, Коновалов сразу же задумался о возможности «почествовать» выдающихся деятелей русской культуры присвоением им степени Почётного доктора Оксфорда. Первым, кого мечтал отметить Коновалов был Вячеслав Иванов.

«Я не задавал Вам вопроса относительно возможности Вашего приезда в Англию, но мы бы очень хотели Вас здесь почествовать. В мае-июне у нас тепло и хорошо и, если прямые поезда восстановятся, может быть, Вы всё-таки согласились бы прочесть у нас хотя бы одну обще-университетскую лекцию? Если вообще Вы могли бы к нам приехать, то у меня есть основания полагать (как у нас выражаются: „I have a feeling“ (сообщаю об этом доверительно!)), что Совет Университета поставил бы на обсуждение вопрос о степени Honoris Causa (L.L.D.) и, думается мне, решил бы таковую Вам дать. Как руководитель русского отдела, я был бы чрезвычайно счастлив, если бы Вы стали нашим graduate — в числе 4-5 русских, которые получили Hon. Degrees (Тургенев, П. Г. Виноградов, М. И. Ростовцев, Глазунов).»— писал Коновалов в августе 1946 года великому русскому символисту
Вячеслав Иванов, скончавшийся в 1949 году, так и не смог приехать в Оксфорд. Но Коновалов не отказался от своих намерений. За годы его руководства русским отделом Оксфорда было награждено 8 деятелей из Советского Союза: историк Е. Косминский (1955), композитор Д. Шостакович (1958), физик Н. Семёнов (1960), писатель К. Чуковский (1962), литературовед М. Алексеев (1963), поэт А. Ахматова (1965), литературоведы В. Жирмунский (1966) и Д. Лихачёв (1967).

«Он был страшно доволен, что его Коновалов пригласил в Оксфорд, и он получил там почетного доктора»— так написала о Чуковском по поводу присвоения ему почётного доктора Нина Кристесен (основательница русистики в Австралии).

## Семья
- Первая жена (с 1922 по 1937) — Евдокия Ивановна (Дося) Морозова (1903—1974), дочь Ивана Абрамовича Морозова (1871—1921), владельца «Тверской мануфактуры» и выдающегося коллекционера живописи.
  - сын — Иван Сергеевич (Жан) Коновалов (1922—2002)
  - внук — Пётр Иванович (Пьер) Коновалов (р. 1953),[3] единственный законный наследник знаменитой коллекции Ивана Морозова (около 600 картин живописи, оценочная стоимость коллекции около 5 млрд. $), национализированной большевиками и находящейся в Эрмитаже и Государственном музее искусств им. Пушкина, а также после продажи в 1930-е годы в США — в Метрополитен-музее (картина Сезанна «Мадам Сезанн в оранжерее» стоимостью до 70 млн дол.) и в Йельском университете (картина Ван Гога «Ночное кафе» стоимостью до 200 млн дол.). В конце 2000-х-начале 2010-х Пьер Коновалов стал всемирно известен своей борьбой за свои права на коллекцию своего прадеда.
- Вторая жена (с 1949) — Янина Рыжова (Janina Ryzowa, она же Judith Ritoff), еврейка, родом из Варшавы.

## Серии, которые основал и редактировал Коновалов
- Memorandum of Bureau of research on Russian economic conditions. Russian department, University of Birmingham (1931—1940). [Записки Бюро исследований русской экономической конъюнктуры]. Ежемесячник.
- Birmingham Polish Monographs (1936—1939), [Польские монографии], соредактор
- Oxford Slavonic Papers, Vol. I—XIII (1950—1967). [Славянские записки]. Ежегодник.
- Blackwell Russian Texts (с 1945 г.) Избранные тексты русской классики (на русском языке)
- Russian Writers and Thinkers [серия «Русские писатели и мыслители»]. В серии вышло 3 книги:
  - The Tolstoy Home. Diaries of Tatiana Sukhotin-Tolstoy. London, 1950.
  - V. Ivanov. Freedom and tragic life: a study in Dostoevsky, London 1952 (New-York, 1952)
  - С. Жаба «Русские мыслители о России и человечестве. Антология русской общественной мысли», Париж, 1954.

## Статьи С. Коновалова в журнале Oxford Slavonic Papers
- Anglo-Russian Relations, 1617—1618 [Англо-русские отношения] // vol. I (1950).
- Two documents concerning Anglo-Russian relations in the early seventeenth centure // vol. II (1951).
- Anglo-Russian Relations, 1620-4 [Англо-русские отношения] // vol. IV (1953).
- Thomas Chamberlayne’s description of Russia, 1631 // vol. V (1954).
- Ludvig Fabritius’s account of the Razin rebellion // vol. VI (1956).
- Seven russian royal letters (1613-23) [Семь писем русского царя] // vol. VII (1957).
- Twenty russian royal letter (1626-34) [Двадцать писем русского царя] // vol. VIII (1958).
- Seven letters of Tsar Mikhail to King Charles I, 1634-8 [Семь писем царя Михаила Алексеевича английскому королю Карлу I] // vol. IX (1960).
- England and Russia: Three embassies, 1662-5 [Англия и Россия: три посольства] // vol. X (1962).
- Patrick Gordon’s dispatches from Russia, 1667 // vol. XI (1964).
- The emperor Alexander II and princess Ekaterina Dolgorukaya (Yurievskaya) [Император Александр II и принцесса Екатерина Долгорукая (Юрьевская)] // vol. XI (1964).
- Razin’s execution: two contemporary documents // vol. XII (1965).
- England and Russia: two missions, 1666-8 [Англия и Россия: две миссии] // vol. XIII (1967).
- Sixteen further letters of general Patrick Gordon // vol. XIII (1967).

## Другие работы Коновалова
- S. Konovalov. Monetary reconstruction in Czechoslovakia and its effects on economic life. B.Litt. thesis. Oxford, 1927.
- S. Konovalov (ed.), Bonfire: stories out of Soviet Russia. An anthology of contemporary Russian literature. London: Ernest Benn Limited, 1932
- S. Konovalov, Research work in Slavonic countries: academic year 1931-32. Birmingham, 1934.
- S. Konovalov (ed.), Russo-Polish relations: An historical survey of 600 years with selected documents. Cresset Press, London, 1945
- S. Konovalov and F.F. Seeley (eds.), Russian prose reader I, XIXth century writers (Vol. 1), International Universities Press, New York, 1945
- S. Konovalov and F.F. Seeley (eds.), Russian prose reader II, XXth century writers (Vol. 2), Oxford, Basil Blackwell, 1946 (на русском языке)
- S. Konovalov, Oxford and Russia. An inaugural lecture delivered before the University of Oxford on 26th November 1946. Oxford, Claredon Press, 1947
- C.M. Bowra, N. Cameron, S. Konovalov (ed). Freedom and the tragic life: a study in Dostoevsky. Noonday Press, New York, 1952
- S. Konovalov, Russian prose composition: selected passages for translation into Russian, Oxford University Press, 1953 (1960, 1964)
- S. Konovalov, Lev Tolstoy selections. Oxford, Clarendon Press, 1959
- S. Konovalov, Russian poetry reader, 1963
- S. Konovalov, A historical Russian reader. Oxford University Press, 1969
- S. Konovalov and D.J. Richards (eds.), Russian critical Essays: XXth Centure, Clarendon Press, Oxford, 1971 (на английском и русском языке)
- S. Konovalov and D.J. Richards (eds.), Russian critical Essays: XIXth Centure, Clarendon Press, Oxford, 1972 (на английском и русском языке)

## Выдающиеся ученики Коновалова
- Елизавета Кандыба-Фокскрофт (1912—1989) — профессор, основательница русистики в Южной Африке (возглавляла русский отдел в Университете Южной Африки с основания в 1964 году до 1980-х, ныне русская кафедра носит имя Кандыбы-Фокскрофт), религиозный деятель (в 1959 −1975 гг. была секретарем Русской православной миссии в ЮАР и секретарем Приходского совета храма святого князя Владимира в г. Йоханнесбурге), автор монографии «Россия и англо-бурская война 1899—1902 годов» (1981), за которую получила звание «Преторианец года».
- Джон Симмонс (1915—2005) — крупный британский славист, «выдающийся библиограф в области руссоведения» (С. Коновалов), профессор и библиотекарь Оксфорда. Ученик, ближайший помощник и коллега профессора С. Коновалова. Отыскивал интересные книги и публикации, касающиеся России, хранящиеся в английских архивах, библиотеках, музеях (в частности, нашёл несколько книг первопечатника Ивана Фёдорова), сделал несколько крупных даров редких изданий библиотекам России (в Москве, Петербурге, Новосибирске).
- Питер Норман (1921—2007) — известный английский славист, профессор Лондонского университета, переводчик русской литературы (в частности, «Реквиема» Ахматовой), автор англо-русского словаря. Общался со многими известными писателями и поэтами (Твардовским, Пастернаком, Чуковским, Тарковским, Ахматовой, Евтушенко и др.). По окончании войны Питер учился в Оксфорде. «Русский язык преподавали тогда известные профессора — эмигранты из России — Городецкая и Кoновалов. Это были очень хорошие учителя». — вспоминал Питер Норман.

## Память
- Серёжино (1912—1918) — посёлок для медперсонала больницы и служащих фабрики «Товариществоа мануфактур Ивана Коновалова с сыном» в селе Бонячки, будущей Вичуге. В советское время переименован в Первомайский посёлок.
- В Бирмингемском университете ежегодно присуждается Коноваловская премия (Konovalov Prize) лучшему выпускнику «русского и восточноевропейского отделения» (Centre for Russian and East European Studies).
- Литературные архивы Коновалова хранятся в Оксфорде в Бодлианской библиотеке и в Институте Тейлора.